# Dígocho eu
Dígocho eu é um programa de televisão espanhol de cunho educativo sobre a língua galega apresentado pela jornalista Esther Estévez.
Inicialmente idealizado para a Internet, o programa fez sucesso na Twitch e no TikTok, impactando principalmente um público mais jovem. O Dígocho eu é escrito pela apresentadora Esther Estévez e pelo criador do programa, Carlos Amado, e conta com a consultoria linguística de Rocío Pérez.

## Prêmios e indicações
| Ano  | Prêmio                    | Indicado       | Categoria                       | Resultado | Ref         |
| ---- | ------------------------- | -------------- | ------------------------------- | --------- | ----------- |
| 2021 | Prêmios da Cultura Galega | Dígocho eu     | Prêmio Cultura Galega da Língua | Venceu    | [ 6 ]       |
| 2022 | Prémio Mestre Mateo       | Dígocho eu     | Melhor programa                 | Venceu    | [ 7 ]       |
| 2022 | Prémio Mestre Mateo       | Esther Estévez | Melhor comunicadora             | Venceu    | [ 7 ]       |
| 2023 | Prémio Mestre Mateo       | Dígocho eu     | Melhor programa                 | Indicado  | [ 8 ] [ 9 ] |
| 2023 | Prémio Mestre Mateo       | Esther Estévez | Melhor comunicadora             | Venceu    | [ 8 ] [ 9 ] |

## Ligações Externas
- Página oficial
- Playlist no YouTube
- Dígocho eu no Facebook
- Dígocho eu no Instagram
- Dígocho eu no TikTok
- Dígocho eu no X